# Classe Majestic (portaerei)
La classe Majestic è stata una classe di sei portaerei leggere costruite per la Royal Navy britannica ma che servirono con la Royal Australian Navy, la Royal Canadian Navy e la Indian Navy.

## Progetto
La classe Majestic venne concepita come una versione modificata della precedente classe Colossus, con alcuni miglioramenti nella progettazione del ponte di volo e della funzionalità interna. Il disegno dello scafo era praticamente uguale ed entrambe le classi venivano considerate come sottoclassi del progetto varato nel 1942 per una portaerei leggera. Era previsto che le unità di questa classe servissero durante la seconda guerra mondiale venendo radiate subito dopo la fine delle ostilità o comunque tre anni dopo l'entrata in servizio.
Vennero ordinate in tutto sei unità: Hercules, Leviathan, Magnificent, Majestic, Powerful e Terrible per sostituire le ultime sei navi della classe Colossus, mai costruite.

## Costruzione e acquisizioni
La costruzione delle navi iniziò tra il 1942 ed il 1945 e le unità vennero varate nel corso dei due anni successivi ma, in seguito alla fine del conflitto l'Ammiragliato ordinò la sospensione di molte costruzioni navali tra cui tutte le navi della classe.
La Majestic e la Terrible vennero acquistate dalla Royal Australian Navy nel giugno 1947 al costo di 2,75 milioni di sterline australiane, più il costo di rifornimenti, carburante e munizioni. Visto che la Terrible era quasi completata non vennero apportate modifiche di alcun tipo al progetto ed entrò in servizio il 16 dicembre 1948 come HMAS Sydney. La Majestic, i cui lavori si trovavano ad uno stadio più arretrato, venne modificata con l'aggiunta delle più recenti tecnologie tra cui il ponte di volo inclinato, catapulta a vapore e sistema di atterraggio ottico. La nave entrò in servizio come HMAS Melbourne il 28 ottobre 1955.
La Royal Canadian Navy acquistò la Magnificent, unica nave della classe a mantenere il nome originario, subito dopo la guerra. L'unità entrò in servizio il 7 aprile 1948. Nel 1952 il Canada acquistò anche la Powerful che venne modificata in maniera simile alla Majestic ed entrò in servizio come HMCS Bonaventure il 17 gennaio 1957, rimpiazzando la "sorella" entrata in servizio dieci anni prima.
Anche la Hercules venne ammodernata seguendo il progetto della Majestic e venne venduta alla Marina militare indiana nel 1957, entrando in servizio come INS Vikrant nel 1961.
La Leviathan fu l'unica nave della classe a non essere completata. Nel 1968 le caldaie vennero rimosse e usate per rimpiazzare quelle distrutte da un incendio della ARA Veinticinco de Mayo, una portaerei classe Colossus acquistata dalla Armada de la República Argentina, la nave venne demolita senza essere mai entrata in servizio.

## Navi

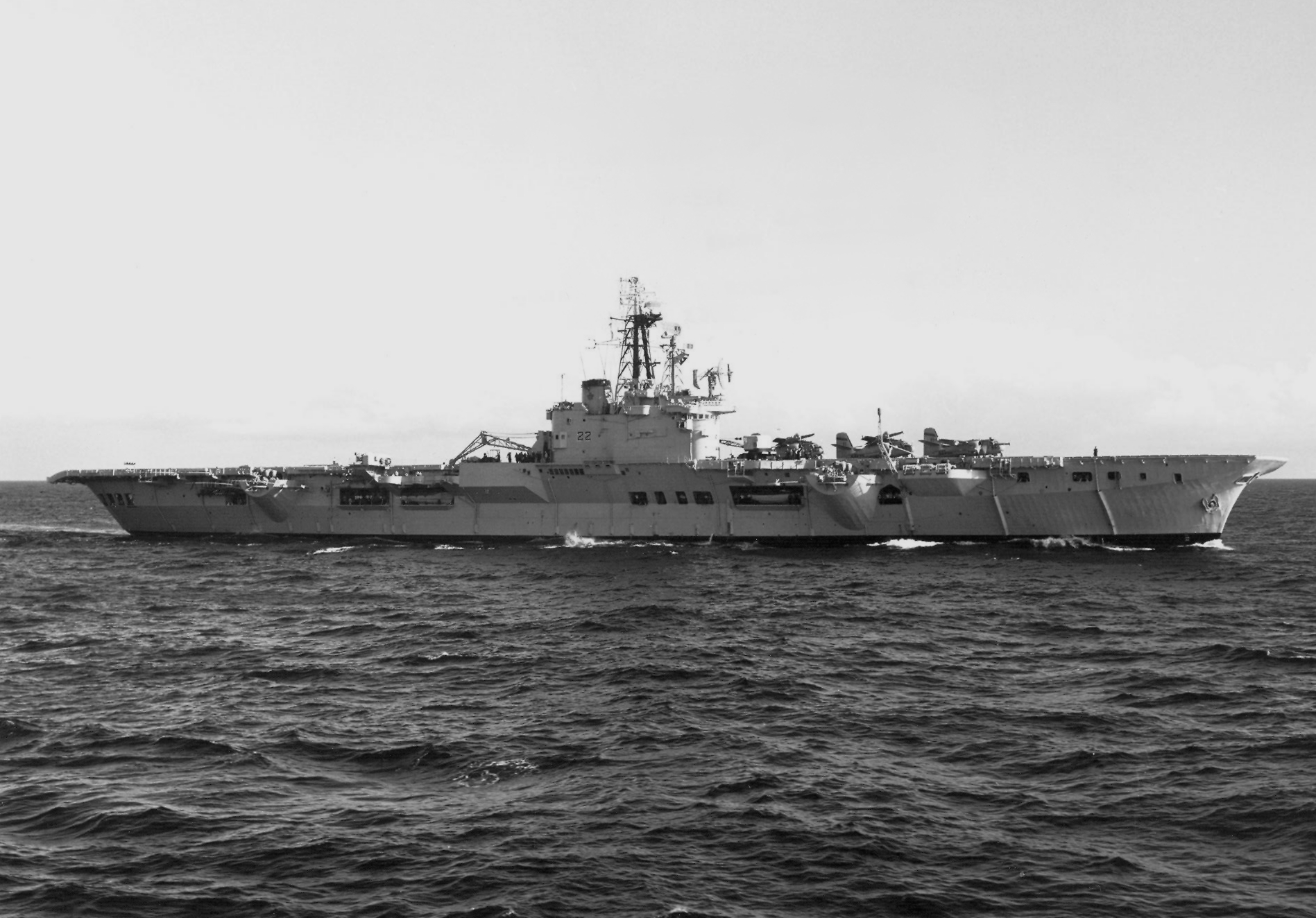
La HMCS Bonaventure (CVL 22) nel 1961

- HMS Majestic, varata nel 1945, venne venduta all'Australia nel 1947. Venne ampiamente modificata e divenne la terza nave al mondo ad essere costruita con ponte di volo angolato e catapulta a vapore. Venne rinominata HMAS Melbourne ed entrò in servizio nel 1955. Durante il suo servizio partecipò marginalmente ai conflitti in atto, rimanendo però coinvolta in due diversi incidenti. Nel 1964 affondò il cacciatorpediniere Voyager in seguito a una collisione e la stessa cosa avvenne nel 1969 con il cacciatorpediniere statunitense USS Frank E. Evans. Venne radiata nel 1982 e venduta alla Cina per essere demolita nel 1985. Invece di demolire la nave, la Marina dell'esercito popolare studiò l'unità e la utilizzò per l'addestramento dei piloti.
- HMS Hercules, varata nel 1945, i lavori vennero sospesi per 10 anni fino all'acquisto da parte dell'India. Entrata in servizio nel 1961 come INS Virkant venne radiata nel 1997,  è stata venduta per demolizione nel 2014.
- HMS Leviathan, varata nel 1945, non venne mai completata. Le caldaie vennero rimosse per riparare la ARA Veinticinco del Mayo nel 1968 e lo scafo venne demolito nello stesso anno.
- HMS Magnificent, varata nel novembre 1944 entrò in servizio con la Royal Canadian Navy nel 1948. Venne restituita alla Royal Navy il 14 giugno 1957, rimase in riserva fino al 1965 e venne demolita a Faslane.
- HMS Powerful, varata nel 1945, venne acquistata dal Canada nel 1952 venendo modernizzata sulla stessa linea della Majestic. Venne rinominata HMCS Bonaventure ed entrò in servizio nel gennaio 1957, sostituendo la sorella Magnificent, che non aveva subito le stesse modifiche. Venne radiata nel 1970 e demolita a Taiwan nel 1971.
- HMS Terrible, varata nel 1944, venne trasferita alla Royal Australian Navy nel 1948 come HMAS Sydney. Radiata nel 1958, tornò in servizio come trasporto truppe veloce nel 1962. Partecipò alla guerra di Corea e alla guerra del Vietnam, venendo radiata nel 1973 e venduta nel 1975 ad un'impresa sudcoreana per la demolizione.